# Pál Fischer

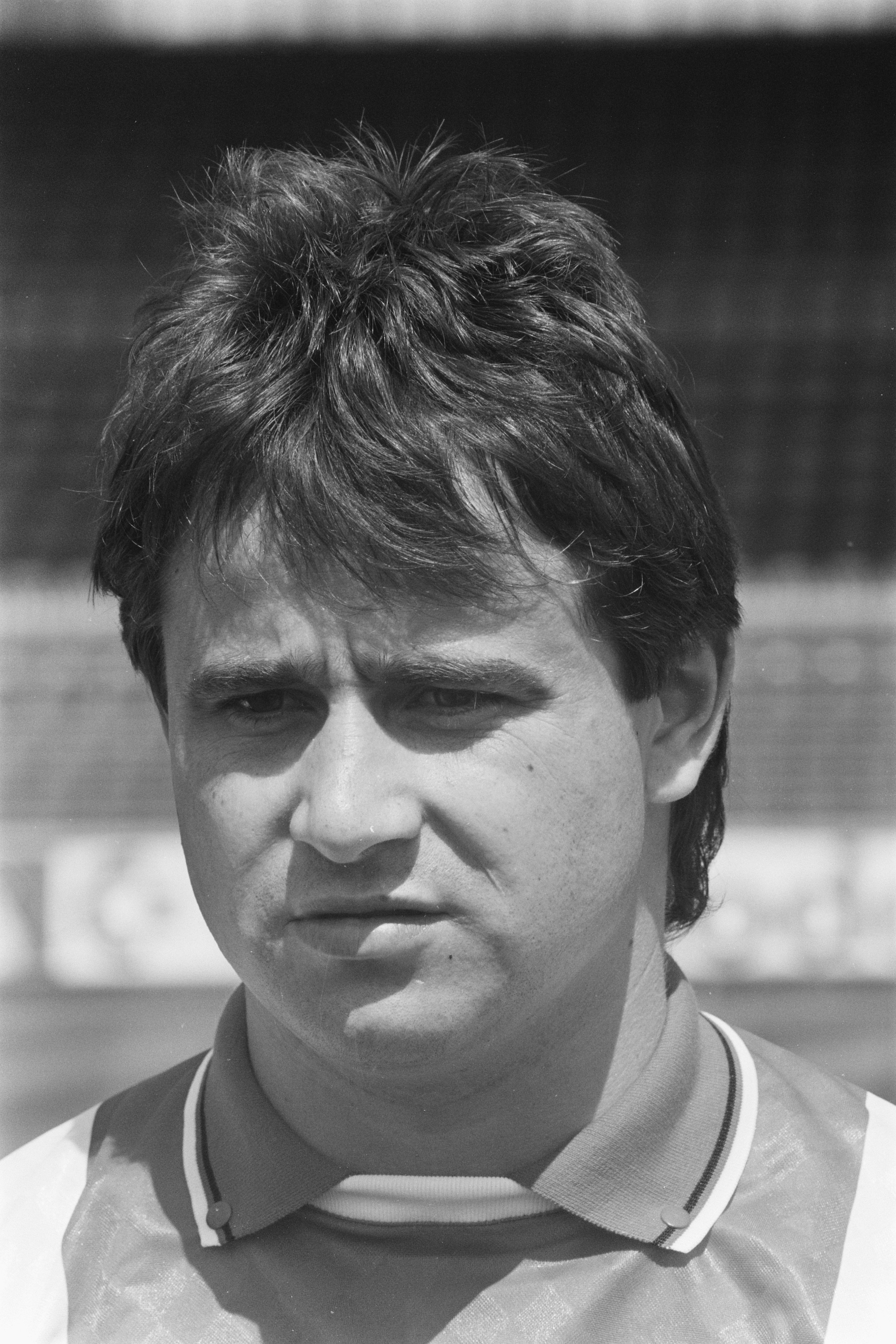
Pál Fischer (1989)

Pál Fischer (Boedapest, 29 januari 1966) is een voormalig Hongaars voetballer die korte tijd bij Ajax heeft gespeeld.

## Biografie
In 1989 zocht Ajax een vervanger voor de lang geblesseerde aanvaller Stefan Petterson. Pál Fischer speelde voor Ferencvárosi TC in Boedapest en maakte een goede indruk in de Hongaarse bekerfinale. Een afvaardiging van Ajax met Louis van Gaal, Arie van Eijden en Leo Beenhakker hebben de 26-jarige spits bekeken en hij maakte een goede indruk. Na getouwtrek met de Stichting Arbeidszaken over het verschaffen van een werkvergunning kon Pál Fischer zijn contract tekenen. 
De international heeft nooit een goede indruk kunnen maken bij Ajax. In 15 competitiewedstrijden scoorde hij zeven maal. Op Europees niveau kwam hij voor de Amsterdamse club alleen in actie in de twee verloren wedstrijden tegen Austria Wien - waarbij de thuiswedstrijd berucht is geworden door het staafincident. Na één seizoen keerde Pál Fischer terug naar zijn oude club. Voor zijn land heeft Pál Fischer 19 wedstrijden gespeeld, maar kwam nooit tot scoren.